# Push processing
Il push processing in fotografia analogica, a volte chiamata uprating, è una tecnica di sviluppo della pellicola che aumenta l'effettiva sensibilità della pellicola durante lo sviluppo. Il push processing comporta lo sviluppo della pellicola per più tempo, possibilmente in combinazione con una temperatura più elevata, rispetto alle raccomandazioni del produttore. Questa tecnica si traduce in uno sviluppo eccessivo della pellicola, compensando la sottoesposizione della fotocamera.

## Caratteristiche principali push processing
Il push processing consente di utilizzare pellicole relativamente insensibili in condizioni di illuminazione che sarebbero normalmente troppo basse per una corretta esposizione alla combinazione di velocità dell'otturatore e apertura richiesta. Questa tecnica modifica le caratteristiche visive della pellicola, come un maggiore contrasto, una maggiore grana e una risoluzione inferiore. I colori saturi e distorti sono spesso visibili su negativi a colori elaborati tramite push processing.